# HD 17092
HD 17092 ist ein 355 Lichtjahre von der Erde entfernter K-Riese im Sternbild Perseus. Er ist mit einer scheinbaren Helligkeit von 7,7 mag mit dem bloßen Auge auch unter optimalen Beobachtungsbedingungen nicht mehr zu sehen. Im Jahre 2007 entdeckten Niedzielski et al. mit Hilfe der Radialgeschwindigkeitsmethode einen planetaren Begleiter mit einer Umlaufperiode von rund 360 Tagen, der die systematische Bezeichnung HD 17092 b trägt. Die große Halbachse seines Orbits misst 1,3 Astronomische Einheiten und seine Mindestmasse beträgt ca. 4,6 Jupitermassen.